# Результатив
Результати́в — аспектуальная категория глагола, показывающая, что в период наблюдения имеет место результирующая стадия ситуации. Другими словами, результатив выражает состояние, предполагающее некоторую предшествующую ситуацию.
Результативное значение можно выразить в любом языке, однако форма с таким значением не всегда является производной от соответствующего глагола, описывающего предшествующую ситуацию, и, кроме того, часто показатели результатива являются совмещёнными, то есть выражают также и некоторые другие значения. Впервые результатив и смежные значения были изучены на широком типологическом материале в коллективной монографии 1983 года «Типология результативных конструкций» под редакцией В. П. Недялкова (впоследствии переведена на английский язык и вышла в расширенном и дополненном новыми главами виде).
Из значения результатива естественно предположить, что употребление показателей этой категории лексически ограничено, результатив должен образовываться только от предельных предикатов. В таком случае результатив не может называться грамматической категорией, если считать основным критерием выделения грамматических категорий обязательность. В. А. Плунгян показывает, однако, что показатели результатива могут присоединяться не только к предельным предикатам, и результатив является в некоторых языках словоизменительной категорией.

## Классификация результативов по типу диатезы
Согласно монографии «Типология результативных конструкций», выделяются следующие основные типы результативов с точки зрения диатезы, в данном случае по соотношению субъекта состояния и участника предшествующего действия.

### Субъектный результатив
Субъект результативной конструкции кореферентен субъекту предшествующего действия. Субъектный результатив образуется обычно от непереходных глаголов, как, например, в немецком:
| Sie           | ist                     | ausgeschlafen   |
| Она           | быть-PRES.3SG           | высыпаться-PART |
| Она выспалась | (является выспавшейся). |                 |

### Объектный результатив
Субъект результативной конструкции кореферентен объекту предшествующего действия. Образуется только от переходных глаголов. Пример из китайского:
| Mén            | kāi-zhe     |
| Дверь          | открыть-RES |
| Дверь открыта. |             |

### Посессивный результатив
Образуется от переходного глагола, но создаёт субъектную диатезу. Объектом результативной конструкции является часть тела, собственность субъекта предшествующего действия или что-то, находящееся с ним в непосредственном контакте. В литературном русском языке этого типа результатива не существует, однако он наблюдается в ряде диалектов. От предложения а) образуется производное предложение б) со значением посессивного результатива.
а) Они помыли пол.
б)
| Пол | помы-вши |
| Пол | мыть-GER |

Пример посессивного результатива из литовского языка:
| Jis        | turi           | nu-si-pirk-ęs              | žemės |
| Он         | иметь-PRES.SG  | покупать-ACT.PRF.PART-SG.M | земля |
| Им куплено | немного земли. |                            |       |

## Способы выражения результатива
В большинстве языков, где есть категория результатива, одинаково маркируется результатив всех трёх типов диатезы, однако иногда объектный результатив имеет свой особый показатель. Так, например, в японском языке в конструкции объектного результатива выбирается другой вспомогательный глагол, чем в прочих типах:
| kake-te    | a-ru    |
| вешать-GER | RES.OBJ |
| висеть     |         |

| suwar-te     | i-ru    |
| садиться-GER | RES.SUB |
| сидеть       |         |

| ki-te        | i-ru    |
| надевать-GER | RES.SUB |
| носить       |         |

Результатив в языках мира выражается как аналитическими, так и синтетическими показателями.

### Аналитический
Аналитически результатив выражается сочетанием вспомогательного глагола (обычно быть или иметь) с причастием или с герундием (деепричастием).

#### Причастие
В литовском языке посессивный результатив выражается сочетанием глагола быть с активным причастием прошедшего времени:
| Ji     | yra            | ap-si-vilk-usi                   | palt-ą     |
| она    | быть-3SG       | надеть-REFL-PF.PART.ACT-NOM-F-SG | пальто-АСС |
| На ней | надето пальто. |                                  |            |

#### Герундий
В языке догон результатив выражается сочетанием вспомогательного глагола «быть» с герундием:
| di   | gè       | yub-i-a              | wò       |
| вода | DEF      | проливать-DECAUS-GER | быть-3SG |
| Вода | разлита. |                      |          |

### Синтетический
Синтетически результатив выражается, например, в китайском при помощи суффикса:
| Tā | dī-zhe           | tóu    |
| он | наклонять-RES    | голова |
| Он | наклонил голову. |        |

## Отношение к другим глагольным категориям

### Результатив и предикаты состояния
Стативные предикаты выражают только значение состояния, в то время как результативы добавляют к этому значению некое предполагаемое действие в прошлом. Таким образом, стативный предикат может как только описывать состояние, так и выражать результативное значение. Из нижеследующих примеров А) определённо выражает результативное значение, В) – состояние, а предложение Б) можно понять и в том, и в другом смысле.
А) на стене повешена картина
Б) на дереве висят яблоки
В) на стене висит картина
Поскольку результативы и производные предикаты, выражающие состояние, обладают рядом общих свойств, а также потому что конкретный предикат не всегда можно достаточно обоснованно отнести к одной из этих двух групп, они часто рассматриваются вместе (как, например, в монографии под ред. В. П. Недялкова).
Кроме того, лексические источники результатива часто обладают стативным значением. Результативная конструкция часто включает глагол «быть» (напр. в датском), а иногда и глагол «оставаться» (напр. в языке мано).

### Результатив и перфект
Перфект выражает некоторое событие в прошлом, релевантное в настоящем. Значение перфекта более общее, чем значение результатива. Как замечает Эстен Даль, для перфекта в фокусе находится событие, а не состояние. Другими словами, для перфекта важны более общие последствия события в прошлом, а не только то, к какому оно привело состоянию. Поэтому перфектная форма не соотносится ни с каким конкретным участником ситуации. 
Существуют также и формальные различия между перфектом и результативом: результатив обычно образуется от ограниченного круга предикатов и является непереходным. Кроме того, обстоятельства протяжённости во времени (напр. в течение двух часов) в сочетании с перфектом выражают длительность предшествующего события, а в сочетании с результативом выражают  длительность результирующего состояния. Ниже приводится пример из армянского языка, где перфект и результатив формально противопоставлены:
| Na | (*der)           | Әnk-el           | e            |
| он | (*всё ещё)       | падать-PERF.PART | быть-3rdP.SG |
| Он | упал (*всё ещё). |                  |              |

| Na | der     | Әnk-aç          | e            |
| он | всё ещё | падать-RES.PART | быть-3rdP.SG |
| Он | всё ещё | упавший.        |              |

Результатив часто служит диахроническим источником перфекта.